# قائمة الفقهاء المسلمين
من الفقهاء البارزين:

## فقهاء السنة
- أبو حنيفة
- مالك بن أنس[1]
- محمد بن إدريس الشافعي[2]
- أحمد بن حنبل[3]
- سفيان الثوري
- الأوزاعي
- الحسن البصري
- الليث بن سعد
- محمد بن إسماعيل البخاري
- مسلم بن الحجاج
- أبو يوسف
- القاضي أبو يعلى
- محمد الشيباني
- الحسن بن علي البربهاري
- سحنون
- عبد القادر الجيلاني
- داود الظاهري
- ابن قدامة المقدسي
- أبو الفرج ابن الجوزي
- عز الدين بن عبد السلام
- ابن حزم
- الغزالي
- ابن خلدون
- سيدي بوشاكي
- ابن رشد
- النووي
- ابن تيمية
- ابن القيم
- أبو بكر بن العربي
- ابن حجر العسقلاني
- ابن حجر الهيتمي
- السيوطي
- القرطبي
- عزيز الحق
- البهوتي
- المرغناني थप हेर्नुहोस्
- ابن عابدين
- رشيد أحمد الكنكوهي
- محمود الحسن ګنګوهي
- المفتي تقي عثماني
- ابن النفيس
- إبراهيم بن فايد
- مزمل حسين صديقي
- عبد العزيز بن باز
- محمد بن صالح العُثيمين
- سيدي عبد الرحمن الثعالبي
- طه جابر العلواني
- المفتي غلام رسول جماعي
- تقي الدين النبهاني
- أحمد رضا خان
- يوسف القرضاوي
- محمود أحمد غازي
- خالد أبو الفضل

## فقهاء الشيعة
- جعفر الصادق
- محمد الباقر
- أبو بصير المرادي
- بريد بن معاوية العجلي
- محمد بن مسلم
- أبو بصير الأسدي
- صفوان بن يحيى
- زيد بن علي
- ابن شهر آشوب

- محمد محمد صادق الصدر
- علي خامنئي
- آية الله العظمى علي السيستاني
- روح الله الخميني

## أنظر أيضا
- الفقه
- العلماء